# 中国中央电视台纪录频道
中国中央电视台纪录频道（频道呼号：CCTV-9 纪录）是中国中央电视台拥有的一条以播放纪录片为主的频道，全天24小时不间断播放纪录片，包括自然、地理、人文、政治、历史等。

## 历史
频道于北京时间2011年1月1日上午8点开播，开播时分为中文版和英文版。由于原频道呼号的CCTV-9（英语国际频道）已于2010年4月26日更名而改版为CCTV-NEWS（英语新闻频道，今中国环球电视网主频道），因此该频道呼号填补了这一序号空缺。
频道的标清版从开播至2015年8月17日凌晨虽使用4:3的比例播出，但事实上自开播以来包括广告在内的全天主视频信号均为16:9，并使用黑边填充上下空间至4:3比例。同步字幕部分节目显示于下部黑边，部分节目直接内嵌于视频内显示的。
2016年12月31日，因应中国环球电视网开播，原CCTV-9英文版更名为中国环球电视网纪录频道（英语：CGTN Documentary），但该频道和CCTV-9中文频道的节目依然由中国中央电视台纪录频道节目中心负责（2019年总台改制后，CGTN纪录频道改由英语环球节目中心负责），且兩频道仍使用相同包装，节目编排不变。
于2018年1月1日，纪录频道再次更换新版包装，但仅限国内版本的CCTV-9更换，而CGTN纪录频道继续维持上一版本的包装，直至2019年10月14日CGTN纪录频道启用新包装为止。

## 节目
节目以普通话广播为主。除了播放央视拥有全球播放权的纪录片之外，也会播出只拥有中国大陆播放权的纪录片。在开播后，该频道每天播出4小时首播节目，经过三次改版后，改为每天6小时的首播节目，24小时不间断播出，分别为：
- 17:00至18:00：全景自然（中外自然类精品纪录片）
- 18:04至19:00：魅力万象（社会类、人文类纪录片）
- 19:03至19:23：9视频（风格化新式纪录片）
- 19:23至19:55：活力·源（精品综合类纪录片）
- 19:55至20:00：微9（短片式纪录片）
- 20:01至21:00：特别呈现（国产精品纪录片）
- 21:00至22:00：寰宇视野（海外引进纪录片）
- 22:00至23:00：故事中国（社会现实类纪录片）
- 每周日22:00至23:35：纪录影院（播出国内外精品的纪录影片）
- 另外，该频道亦会在周末及节假日推出7个小时的纪录片纵排（10:00-17:00），以重播近期首播纪录片为主。